# Apanteles oscus
Apanteles oscus är en stekelart som beskrevs av Nixon 1965. Apanteles oscus ingår i släktet Apanteles och familjen bracksteklar. Inga underarter finns listade i Catalogue of Life.